# Relaciones India-Nicaragua
Relaciones India-Nicaragua se refiere a las relaciones históricas entre India y Nicaragua. Las relaciones se han limitado al diálogo y las visitas de los ministros nicaragüenses a la India. La India mantiene un Cónsul General Honorario en Nicaragua, concurrentemente acreditada ante la embajada de la India en la Ciudad de Panamá y Nicaragua solía mantener una Embajada en la India pero fue reducida a Consulado General Honorario en Nueva Delhi.

## Historia
Las visitas entre las dos naciones habían sido realizadas por el presidente del parlamento indio, Shivraj Patil, para un evento de la Unión Interparlamentaria en 1989 y el entonces ministro de Trabajo y Bienestar, Ram Vilas Paswan, quien asistió a la inauguración Del Presidente Chamorro en abril de 1990. Mientras que en el lado nicaragüense, varios ministros de alto nivel asistieron a muchas cumbres auspiciadas por la India e incluso el actual Ministro de Relaciones Exteriores Samuel Santos López visitando la India en 2008 para la reunión de ministros de Relaciones Exteriores SICA-India. en 2013 con conversaciones de alto nivel con el entonces ministro de Relaciones Exteriores, Salman Khurshid, que también amplió el comercio con los dos países y también abrió la posibilidad de que los empresarios indios invirtieran en el proyecto del canal nicaragüense.

## Comercio
El comercio bilateral entre los dos países para el año 2012-13 fue de US $ 60,12 millones con la India exportando algodón, automóviles y accesorios, hierro y acero, caucho y productos de caucho y productos farmacéuticos mientras que las exportaciones de Nicaragua consisten en piel y cuero, madera y artículos de madera, Pieles, etc. India también ha donado equipos y medicamentos quirúrgicos por valor de ₹ 338.000 en 1998 y nuevamente en 2001 por un valor de US $ 10.000 para ayudar al país afectado por la sequía. Muchas industrias y compañías indias han establecido en relación con empresas nicaragüenses como Praj Industries de Pune la creación de una planta de producción de etanol para Nicaragua Sugar Estates Limited, Bajaj Industries que vende un gran número de automóviles de tres ruedas cada año y Mahindra y Mahindra se venden con la ayuda del Grupo Pellas de Nicaragua, el mayor grupo empresarial del país.
El presidente ejecutivo de la Compañía Nacional de Transmisión Eléctrica (Enatrel), Salvador Mansell, bajo la delegación del gobierno de Nicaragua, solicitó un préstamo de US $ 57 millones de la India para la construcción de tres proyectos de energía en el país, dos subestaciones eléctricas y una línea de 138 kilovatios , Que está en negociaciones.